# 황은영 (작가)
황은영은 대한민국의 텔레비전 드라마 작가이다. 

## 드라마
- 2024년 넷플릭스 오리지널 드라마 《선산》 ... 공동연출